# Che. Boliwia
Che. Boliwia (ang. Che: Part Two) − hiszpańsko-amerykańsko-francusko-niemiecki dramat biograficzny z 2008 roku w reżyserii Stevena Soderbergha. Druga część, po Che. Rewolucja (2008), dyptyku o życiu rewolucjonisty Ernesta 'Che' Guevary. Scenariusz filmu powstał w oparciu o jego Dziennik z Boliwii.

## Obsada
- Benicio del Toro jako Ernesto „Che” Guevara
- Benjamín Benítez jako Rudolfo
- Armando Riesco jako Dariel Alarcón Ramírez, Benigno
- Catalina Sandino Moreno jako Aleida March
- Demián Bichir jako Fidel Castro
- Rodrigo Santoro jako Raúl Castro
- Kahlil Mendez jako Leonardo Tamayo Núñez, Urbano
- Franka Potente jako Tamara "Tania" Bunke
- Jordi Mollà jako kapitan Mario Vargas
- Lou Diamond Phillips jako Mario Monje
- Marisé Alvarez jako Vilma Espín
- Joaquim de Almeida jako prezydent René Barrientos Ortuño
- Matt Damon jako Fr. Schwartz
- Antonio de la Torre jako porucznik Carlos Fernández